# Falco de Benevento
Falco de Benevento (n. 1070, Benevento, Campania, Italia – d. 1144) a fost un istoric, notar și scrib italian din secolul al XII-lea, care a lucrat în palatul papal din Benevento, orașul său natal. Cronica elaborată de Falco este importantă pentru tratarea perioadei de la 1102 la 1139, asupra evenimentelor din sudul Italiei.  Ca istoric, Falco este credibil, dat fiind că a fost martor ocular al evenimentelor, însă totodată și partinic, dat fiind că era longobard prin origine și, prin urmare, se opunea cu îndărătnicie normanzilor, pe care îi considera barbari. 

## Ediții
- Chronicon Beneventanum la Biblioteca latină.
- Chronicon Beneventanum Arhivat în 19 octombrie 2007, la Wayback Machine. at the Centro Europea di Studi Normanni.